# El Campillo (province de Valladolid)
Pour les articles homonymes, voir El Campillo et Campillo.
El Campillo (appelé Campillo jusqu'en 1860) est une commune de la province de Valladolid dans la communauté autonome de Castille-et-León en Espagne.

## Sites et patrimoine
- Église Nuestra Señora de la Asunción

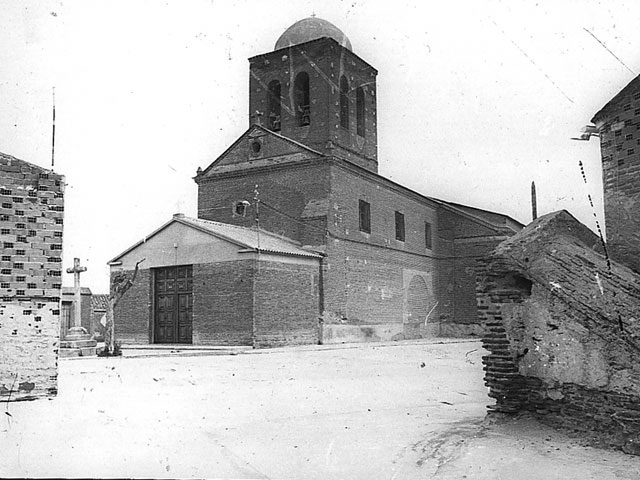
Église Nuestra Señora de la Asunción. Fondation Joaquín Díaz.